# Natalie Condori
Gladys Natalie Condori Jahuira (San Mateo, 3 de diciembre de 1972) es una ingeniera comercial y política peruana. Fue congresista de la república por Tacna en el periodo 2011-2016.

## Biografía
Nació en el Distrito de San Mateo, ubicado en la provincia de Huarochirí de la ciudad de Lima, el 3 de diciembre de 1972.
Es egresada de la Universidad Privada de Tacna donde se graduó como ingeniera comercial en 2008. También cuenta con un estudio postgrado en la Universidad Nacional Jorge Basadre Grohmann y estudios técnicos en 2 instituciones.

## Carrera política
Se inició en la política como candidata a regidora  en las elecciones regionales y municipales del año 2002, sin embargo, no resultó elegida.

### Congresista de la República
Luego se afilió al Partido Nacionalista Peruano liderado por Ollanta Humala y participó como candidata al Congreso de la República por la alianza Gana Perú en representación del Departamento de Tacna. Condori logró ser elegida como congresista de la república para el periodo parlamentario 2011-2016, con 27,654 votos.
Durante su gestión parlamentaria ejerció como vicepresidenta de la Comisión de la Mujer y secretaria de la Comisión de Comercio Exterior y Turismo.
En 2014, Condori renunció a la bancada de Gana Perú tras su discrepancia con la candidatura de Ana María Solórzano a la presidencia del Congreso de la República, donde acusó a la entonces primera dama, Nadine Heredia, de intervenir dentro del Partido Nacionalista Peruano. Luego, formó junto a otros congresistas renunciantes del nacionalismo la bancada Dignidad y Democracia donde ejerció como su vocera parlamentaria.
En 2015, fue presentada por su bancada como candidata a la primera vicepresidencia en la lista opositora encabezada por Luis Iberico a la presidencia de la Mesa Directiva. Iberico luego resultó elegido como presidente Congreso de la República con 70 votos y Condori fue juramentada como primera vicepresidenta, junto a Mariano Portugal y Luis Galarreta.
Para las elecciones generales del 2016, Condori anunció su integración al partido Alianza para el Progreso de César Acuña y postuló a la reelección en las elecciones parlamentarias. Sin embargo, no resultó reelegida como congresista.
Nuevamente no obtuvo éxito en las elecciones parlamentarias del 2021 por la lista de Lima Metropolitana.

## Controversias
En 2012, fue acusada de azuzar el ‘Andahuaylazo’, manifestación liderada por Antauro Humala donde tuvo como resultado 4 policías muertos.
Fue también acusada de plagio al presentar un proyecto de ley cuya fundamentación fue plagiada de una redacción de Wikipedia.